# El meu home és un salvatge
 El meu home és un salvatge (títol original:Le Sauvage ) és una pel·lícula francesa dirigida per Jean-Paul Rappeneau, estrenada el 26 de novembre de 1975. Ha estat doblada al català.
Aquesta comèdia, que té lloc a Veneçuela en l'època contemporània, té com a argument una dona que se separa del seu marit invasor i està aviat a punt a tot per desfer-se d'ell; la parella irromp en la vida d'un altre home que no tenia res a veure amb els seus assumptes.

## Argument
La pel·lícula comença de manera molt alegre: a Caracas, a Veneçuela, Nelly (Catherine Deneuve), una jove francesa, es promet en grans pompes amb Vittorio (Luigi Vannucchi), un italià voluble i una mica «invasor». El matrimoni ha de ser celebrat quatre dies més tard, però Nelly s'ofega en un ambient abusivament familiar.
De nit, quan es troben sols, Nelly fuig. En un hotel, es creua amb Martin (Yves Montand) que ha passat la nit en bona companyia. Agafa una habitació, però Vittorio, alertat per un membre del personal de l'hotel va a buscar-la. Es nega a obrir-li. Vittorio entra a la cambra veïna que resulta estar ocupada per Martin. Arriba a Nelly passant pel balcó per forçar-la a tornar amb ell. Però el mata en el moment en què Martin la troba. Nelly fuig amb el cotxe de Vittorio, que havia deixat les claus al pany.
Busca Alex, un patró de club nocturn, el seu antic cap, perquè li doni els diners que li deu, però refusa. Vittorio es presenta al club. Vittorio i Alex es barallen. Per venjar-se, Nelly s'emporta un quadre de Toulouse-Lautrec que estava exposat en una paret tot disparant una alarma.
Va a veure Martin a la seva cambra i intenta vendre-li el quadre no gaire car, per tal de poder entrar a França. Però Martin no té prou diners. Es queda a la seva habitació, però ella avança el seu rellotge dues hores. Marxen i Martin considera deixar-la a l'aeroport on ell coneix algú. Pel camí, veu un rellotge a l'hora que li mostra que Nelly l'ha enganyat. S'enfaden i Nelly baixa, però és agafada per Vittorio i Alex, ara aliats. Ha de pujar amb Martin per escapar-se, després de peripècies diverses.
A l'aeroport, Martin la presenta a un amic que proposa portar-la a França, i torna als seus negocis mentre l'avió de Nelly s'enlaira. Va al seu vaixell per anar a l'illa on viu, solitari i en quasi autarquia, portant la cuina que acaba de comprar.
Vittorio ha tornat amb la seva família i ha alertat un amic a París per vigilar el vol a l'arribada. Però Nelly no hi és. Martin arriba a la seva illa i té la sorpresa de trobar Nelly, que no ha pogut marxar a causa del quadre i del seu certificat d'autenticitat. Llavors, ha venut el bitllet de París per tal d'arribar a la seva illa. Nelly demana a Martin que el porti a Santo Domingo, cosa que és massa lluny per al vaixell de Martin.
Vol portar-la a Caracas. Però ella rebenta el casc del vaixell, que s'enfonsa. Arriba a la riba nadant, portant el seu Lautrec amb ella per guardar-lo en sec. Furiós, Martin la colpeix en principi, després l'ajuda a arribar a la platja.
Des del començament de la pel·lícula, una misteriosa dona d'edat indefinida s'interessa per Martin i ha fet un gran nombre de fotos d'ell.
A l'illa, Martin recupera el motor d'un tractor per intentar muntar un nou vaixell. Nelly escorcolla en els seus assumptes i troba fotos de la seva vida d'abans. Es barallen, però acaben als braços un de l'altre.
Li confirma que treballava en una societat de perfumeria que ha deixat per ser més lliure. Ella li diu voler quedar-se amb ell, però la rebutja. Marxa a la jungla amb el seu Lautrec fet malbé per l'aigua de mar.
A Nova York, la dona de Martin, qui s'ocupa dels seus negocis participa en una reunió on arriba la misteriosa fotògrafa, miss Mark. Distribueix fotos de la vida personal de Martin. Es mostra que Martin, un creador de perfums d'èxit, ha fugit de la seva antiga vida abandonant la seva societat per refugiar-se en aquesta illa lluny dels homes. Però la seva esposa ha aconseguit convèncer el consell d'administració de vigilar-lo i d'assegurar els seus ingressos a distància comprant a preu d'or la seva producció de llegums, esperant que decideixi tornar. S'enceta un debat sobre la legitimitat del pas, Martin és contractualment obligat a continuar fent recerques per a la societat.
Durant aquest temps allà, Nelly ha trobat una casa en el bosc on viure esperant, i Martin construeix un rai. L'acaba convencent de portar-la a terra. La convida una última vesprada on li cuina. Però no ve. La buscarà i li explica que no tenia ganes de venir. Martin se'n va, però en aquell moment, Nelly és atacada per un desconegut. Nelly i Martin són capturats per una banda d'individus dirigits per Vittorio i Alex. Aquest, sempre a la recerca del "meu Lautrec". Martin aconsegueix escapar-se però és ferit. Els homes cala foc a casa. Martin es queda, mort a terra, Mentre Nelly és treta en un vaixell i la seva casa crema.
L'endemà, Miss Mark veu que Martin és ferit i fa que es recuperi. Després de passar per la clínica, Martin es troba posat davant un ultimàtum de la seva societat: reprendre les seves creacions per a ells, o arriscar-se a un procés. Es nega a col·laborar i passa algun temps a la presó. A la sortida, descobreix que Nelly s'ha casat amb Vittorio, però se n'ha divorciat llavors. La troba en un taller arqueològic i recauen als braços l'un de l'altre.

## Repartiment
- Yves Montand: Martin
- Catherine Deneuve: Nelly Ratabou
- Luigi Vannucchi: Vittorio
- Tony Roberts: Alex Fox
- Bobo Lewis: Miss Mark
- Dana Wynter: Jessie Coutances
- Gabriel Cattand: M. Delouis
- Vernon Dobtcapf: M. Coleman
- Jean Guidoni: un músic en el casament de Vittorio (No surt als crèdits)

## Nominacions
- César a la millor actriu per Catherine Deneuve
- César al millor director per Jean-Paul Rappeneau
- César a la millor fotografia per Pierre Lhome
- César al millor muntatge per Jean-Paul Rappeneau